# TSV Pattensen
Der TSV Pattensen von 1890 e. V. ist ein Sportverein in der niedersächsischen Stadt Pattensen. Ein Vorgängerverein wurde 1890 gegründet, 1935 wurde erstmals der aktuelle Vereinsname verwendet. Spielstätte ist das Stadion an der Schützenallee. Überregional bekannt wurde der Verein insbesondere als Jugendverein des Fußballweltmeisters Per Mertesacker und der Politikerin Annalena Baerbock.

## Geschichte

### Gründungen der Vorgängervereine
Der Verein MTV Pattensen wurde am 31. Mai 1890 gegründet. Das erste Turnfest fand 1897 statt, zudem wurde die Vereinsfahne eingeweiht. 1905 gehörten 50 Männer dem Verein an, Vorsitzender war Heinrich Langkopf. Während des Ersten Weltkrieges ruhte das Vereinsleben, danach wurden auch Frauen als Mitglieder zugelassen. 1920 wurde eine Schlagballsparte eröffnet. Ab 1928 wurde im MTV auch Handball und Faustball angeboten.
1920 wurde in Pattensen ein weiterer Verein für Ballsportarten, der VfB Pattensen gegründet, der sich jedoch bereits vier Jahre später aus finanziellen Gründen wieder auflöste. Am 5. März 1925 wurde dann der Sportverein von 1925 Pattensen gegründet. Im Mai 1927 fand die Einweihung des Sportplatzes statt, zuvor wurde auf dem benachbarten Schützenplatz gespielt. Da sich die Arbeiterschaft in beiden Vereinen nicht optimal aufgehoben fühlte, wurde 1932 als dritter Verein der Arbeiter-Sport Verein Pattensen gegründet. In beiden Vereinen gehörte Fußball zum Angebot, der Sportplatz wurde geteilt.

### Erzwungener Zusammenschluss und Neugründung nach dem Weltkrieg
Nach der Machtergreifung der Nationalsozialisten veränderte sich das Vereinsleben. 1933 wurde der Arbeitersportverein aufgelöst. Die anderen beiden Vereine wurden am 19. Dezember 1935 zusammengeschlossen, die Führung dabei übernahmen Friedrich Wackerhagen (MTV) und Ernst Busche (SV). Es entstand der TSV Pattensen von 1890. Als erster Vorsitzender fungierte Konrad Lippel. Während des Zweiten Weltkrieges ruhte der Sportbetrieb des TSV Pattensen. Der Sportplatz wurde als Gartenland verpachtet und es wurden Baracken zur Beherbergung von Soldaten errichtet.
Am 17. November 1945 kamen 35 Männer im heutigen Gasthaus „Zur Linde“ zusammen, um den „Sportverein von 1945 Pattensen“ zu gründen, da die Alliierten die Nutzung der alten Vereinsnamen verboten hatte. Fritz Müller wurde Vorsitzender. Der Sportplatz und die Turnräume im Ratskeller waren zunächst nur eingeschränkt nutzbar. Nach der Freilassung französischer Kriegsgefangener wurde die Unterkunft in der Göttinger Straße ab 1946 für die Tischtennissparte
genutzt. Ab 1947 fielen die Restriktionen der Briten und es konnte wieder der Name TSV Pattensen von 1890 angenommen werden. Im Jahr 1948 wurde eine Reitabteilung gegründet, die jedoch nur ein Jahr existierte.
1957 wurde die Handballabteilung abgemeldet, dafür kam 1958 eine Leichtathletiksparte hinzu, für die der Sportplatz 1960 um eine Aschenbahn erweitert wurde. In den 1960er Jahren gab es mit Sanitäranlagen, Gasträumen und schließlich 1968 mit der Einweihung des Vereinsheims zusätzliche Erweiterungen. Nach der Fertigstellung des Schwimmbades wurde 1973 auch eine Schwimmabteilung gegründet, es folgten Sparten für Judo (1976) und Tanzen (1978).

### Sportliche Erfolge in den letzten Jahrzehnten
Insbesondere die Leichtathletik- und die Schwimmsparte feierte in den 1980er Jahren Erfolge auf Bezirks- und Landesebene. In den 1990ern hatte die Trampolinsparte ihren Höhepunkt mit der mehrjährigen Teilnahme an der 2. Bundesliga. Das Jahrzehnt war außerdem geprägt durch zahlreiche Arbeitseinsätze zum Ausbau des Vereinsheims und der Geschäftsstelle. Die erste Herren-Fußballmannschaft stieg 2008 in die Bezirksoberliga auf und war seit 2010 Mitglied der sechstklassigen Landesliga Niedersachsen. 2022 gelang erstmals in der Vereinsgeschichte der Aufstieg in die fünftklassige Oberliga Niedersachsen. Nach nur einer Saison stiegen die Pattensener wieder ab und mussten 2025 nur aufgrund der schlechteren Tordifferenz gegenüber dem HSC BW Tündern in die Bezirksliga absteigen.

## Abteilungen
Im TSV Pattensen werden aktuell die Sparten Fußball, Gymnastik, Handball, Judo, Leichtathletik, Schach, Schwimmen, Tanzen, Tischtennis, Trampolinturnen, Turnen und Yoga angeboten.

## Persönlichkeiten
- Annalena Baerbock (* 1980), Politikerin (Bündnis 90/Die Grünen) – In der Jugend Mitglied der Trampolinabteilung mit Teilnahme an den Weltjugendspielen 1994 (DTB) und Deutschen Meisterschaften[4]
- Per Mertesacker (* 1984), Fußballspieler (Hannover 96, Werder Bremen, FC Arsenal) und Weltmeister 2014 – Begann in der Jugend des TSV Pattensen mit dem Fußball spielen[5]
- Stefan Mertesacker (* 1951), Fußballtrainer und -funktionär bei Hannover 96 – Jugendtrainer beim TSV Pattensen
- Tim Hofmann, Fußballspieler (Hannover 96) – Spieler beim TSV Pattensen
- Torsten Raddatz – Teilnehmer Trampolin WM 1987[6]
- Sebastian Griebe – Deutscher Trampolin-Meister 1996, 1997[6]
- Karl-Heinz Schäfer – Senioren-Weltmeister im Marathon (1981/82)[1]